# 曲阳县 (西汉)
曲阳县，中国古县名。
西汉时设立，属东海郡。新莽时改为“从羊”。东汉废。曲阳故城在原江苏省沭阳县曲阳乡一带（今属东海县）。
三国魏太和六年（232年），曹操最小儿子、聊城王曹茂改封为曲阳王。正始五年（244年）徙封乐陵。曲阳王国除复县。